# Голович, Радое
Радое Голович (серб. Радоје Головић; род. 1969, Никшич, Социалистическая Федеративная Республика Югославия) — черногорский философ, специалист по истории русской философии.

## Биография
Родился в Никшиче, где окончил среднюю школу и в 1989 году поступил на отделение философии и социологии философского факультета, который окончил в 1994 году. В 1999 году на философском факультете Белградского университета получил степень магистра.
В 2003 году окончил аспирантуру философского факультета МГУ имени М. В. Ломоносова и защитил диссертацию на соискание учёной степени кандидата философских наук по теме «Философия преображенного Эроса и метафизика сердца Б. П. Вышеславцева», написанную под руководством проф. М. А. Маслина 
В сентябре 2009 года получил звание доцента Университета Черногории, где в настоящее время преподаёт на философском факультете и читает спецкурс по русской философии. Основная область научных интересов Радое Головича — метафизика сердца и история русской философии.